# Cabo Negro (Maroc)
Pour les articles homonymes, voir Cabo Negro.

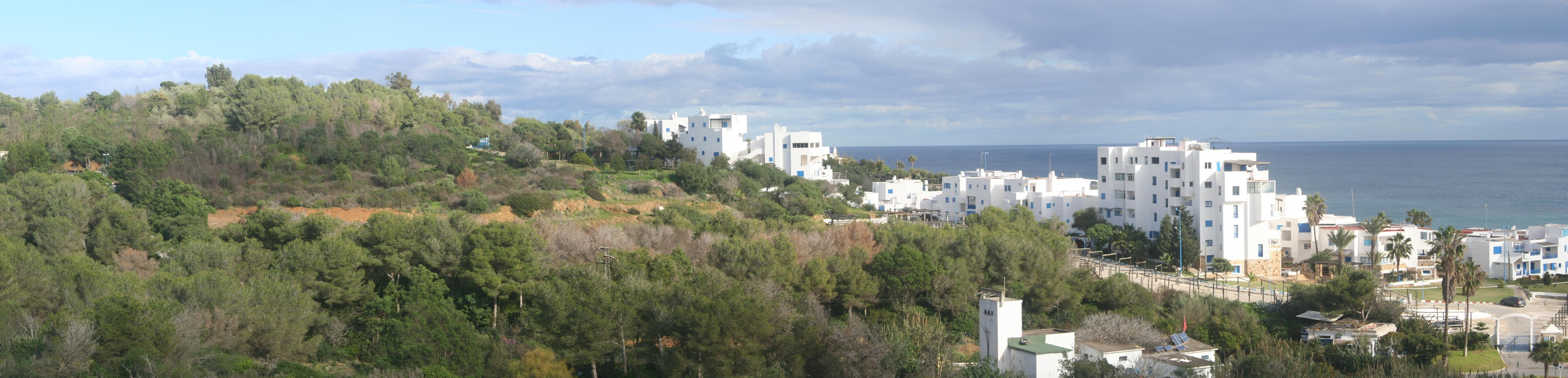
Vue sur une partie de Cabo Negro.

Cabo Negro est une station balnéaire située sur la côte nord du Maroc, au bord de la Méditerranée, à 10 km au nord-est de Tétouan et à 24 km au sud de l'enclave espagnole de Ceuta. Cabo Negro se situe à une heure de Tanger. Anciennement rattachée à la commune urbaine de Martil, elle fait partie de celle de M'diq depuis 2010.
La ville est réputée pour ses endroits privés comme ses restaurants haut de gamme, ses plages mais aussi ses paysages situés en montagne.
Le Club Méditerranée y est présent avec le village Yasmina Club Med et la résidence Darcom.
La partie nord de Cabo Negro compte avec le Golf Beach qui est un haut lieu de la jet set marocaine avec des villas privées et des accès privés.
Cette station de luxe propose différentes activités comme le surf ou encore le kitsurf. La présence de terrains de Golf privés permet à la jet-set marocaine de s'y retrouver.
Le phare du Cap n'est plus une base militaire depuis le milieu des années 1990. Le phare maintenant s'allume sur une fréquence d'une lumière toutes les quatre secondes.

La station est desservie par l'autoroute A6 et la voie rapide N13 reliant Tétouan à Fnideq.
- Climat

Cabo Negro Beach

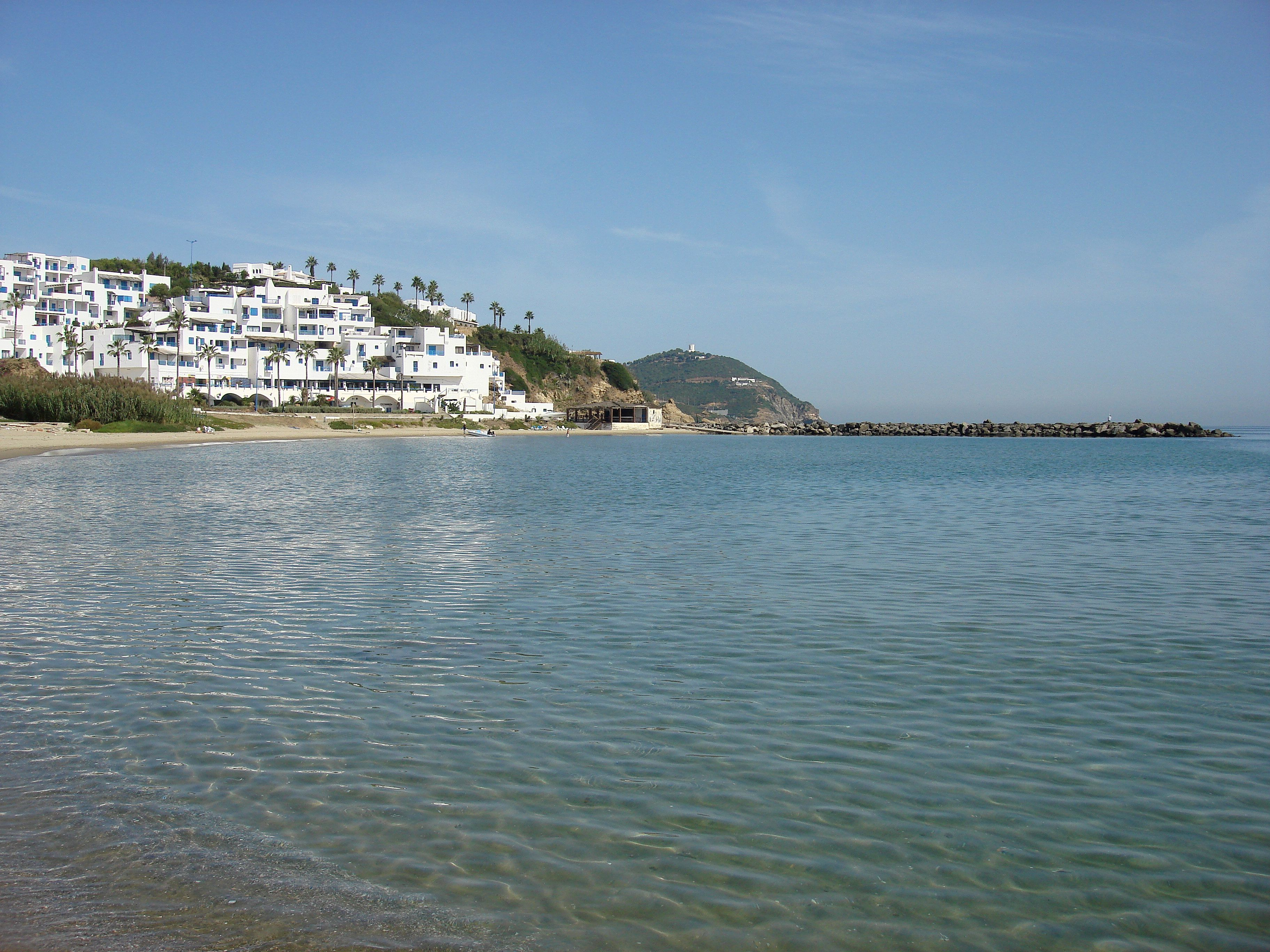
Plage de Cabo Negro.

Cabo Negro connait un climat relativement doux au printemps. Sa position lui permet de jouir du climat méditerranéen. L'été reste assez chaud avec des températures avoisinant souvent 30 °C en début d'après-midi.

## Démographie
La station reste balnéaire ce qui fait que sa population augmente surtout lors des vacances d'été. La présence des habitants se fait sentir l'été lorsqu'ils retrouvent leur lieu de vacances.